# Arabsko-izraelska vojna (1948–1949)
Arabsko-izraelska vojna 1948–49, znana tudi kot prva arabsko-izraelska vojna, je bila nadaljevanje državljanske vojne v mandatni Palestini po prenehanju britanskega mandata, razglasitvi neodvisnosti države Izrael in vključitvi sosednjih arabskih držav. Končala se je s serijo premirij, podpisanih leta 1949.
Od glasovanja OZN o načrtu za razdelitev Palestine konec novembra 1947 so se judovske paravojaške sile (Jišuvu podrejena Hagana, elitna enota Palmah ter od Hagane odcepljeni skrajni organizaciji Irgun in Lehi) spopadale s palestinskimi arabskimi neregularnimi enotami in prostovoljci Arabske osvobodilne vojske. Britanci, ki so leta 1922 prejeli mandat od Društva narodov in so bili odgovorni za upravljanje države, so začeli umikati svoje vojaške sile, ki so štele približno 100.000 mož. Palestinske arabske sile so bile poražene; več mešanih mest, z izjemo Jeruzalema, je bilo pod nadzorom judovskih paravojaških enot, stotisoče Palestincev pa je že začelo bežati ali so jih judovske sile izgnale iz njihovih vasi, predvsem po začetku izvajanja načrta Dalet konec marca 1948.
14. maja 1948 opolnoči se je britanski mandat nad Palestino uradno zaključil. Istega dne okrog 16. ure je David Ben-Gurion, tedanji vodja Jišuva in kasnejši prvi izraelski predsednik vlade, v Tel Avivu razglasil ustanovitev države Izrael. Zaradi poraznega stanja arabskih palestinskih sil so se sosednje arabske države, ki so nasprotovale ustanovitvi Izraela, odločile posredovati: naslednjega dne so v nekdanjo mandatno Palestino vdrle vojske in ekspedicijske sile Egipta, Transjordanije, Sirije in Iraka.
Egipčani so napredovali na južnem obalnem pasu in so bili ustavljeni blizu Ašdoda; jordanska Arabska legija in iraške sile so zavzele osrednje višavje Palestine. Sirija in Libanon sta se večkrat spopadla z izraelskimi silami na severu. Judovske milice, organizirane v Izraelske obrambne sile, so uspele zaustaviti arabske sile. V naslednjih mesecih so potekali hudi boji med IDF in arabskimi vojskami, ki so bile počasi potisnjene nazaj. Jordanska in iraška vojska sta obdržali nadzor nad ozemljem, danes znanim kot Zahodni breg, in zavzeli vzhodni Jeruzalem. Egiptovsko okupacijsko območje je bilo omejeno na območje Gaze in majhno območje, obkroženo z izraelskimi silami, v Al Faludži. Oktobra in decembra 1948 so izraelske sile vdrle na libanonsko ozemlje in na egiptovski Sinajski polotok ter obkolile egiptovske sile blizu mesta Gaza. Zadnje vojaške aktivnosti so se zgodile 10. marca 1949, ko so izraelske sile zavzele puščavo Negev in dosegle Rdeče morje.
Izrael je leta 1949 podpisal ločena premirja: 24. februarja z Egiptom, 23. marca z Libanonom, 3. aprila s Transjordanijo in 20. julija s Sirijo. V vojni je prevzel nadzor nad vsem ozemljem, ki ga je bil načrt ZN predvidel za judovsko državo, pa tudi nad slabimi 60 odstotki ozemlja, predvidenega za arabsko državo, in Zahodnim Jeruzalemom, ki bi bil moral preiti pod mednarodno upravo. Transjordanija je Vzhodni Jeruzalem in Zahodni breg leto pozneje anektirala. Pod egiptovsko zasedbo je ostalo območje Gaze. 
V obdobju od 15. maja 1948 do aprila 1949 je z domov na območju, ki je postalo Izrael, pobegnilo ali bilo izgnanih več kot 350 000 Palestincev (od 720 000 v celotnem palestinskem eksodusu). Ti dogodki so danes znani kot nakba (»katastrofa«) in predstavljajo začetek do danes nerešenega problema palestinskih beguncev brez državljanstva in pravice do vrnitve. Podobno število Judov se je v Izrael priselilo v treh letih po vojni, vključno z okoli 300 000 iz arabskih in drugih muslimanskih držav.